# Tovste, Radomîșl
Tovste (în ucraineană Товсте) este un sat în comuna Rakovîci din raionul Radomîșl, regiunea Jîtomîr, Ucraina.

## Demografie
Componența lingvistică a localității Tovste
     Ucraineană (98,41%)
     Rusă (1,59%)
Conform recensământului din 2001, majoritatea populației localității Tovste era vorbitoare de ucraineană (98,41%), existând în minoritate și vorbitori de rusă (1,59%).